# Дупница (община)
Дупница (болг. Община Дупница) — община в Болгарии. Входит в состав Кюстендилской области. Население составляет 56 113 человек (на 21.07.05 г.).

## Состав общины
В состав общины входят следующие населённые пункты:
1. Баланово
2. Бистрица
3. Блатино
4. Грамаде
5. Делян
6. Джерман
7. Дупница
8. Дяково
9. Крайни-Дол
10. Крайници
11. Кременик
12. Палатово
13. Пиперево
14. Самораново
15. Тополница
16. Червен-Брег
17. Яхиново